# ماما ميا!

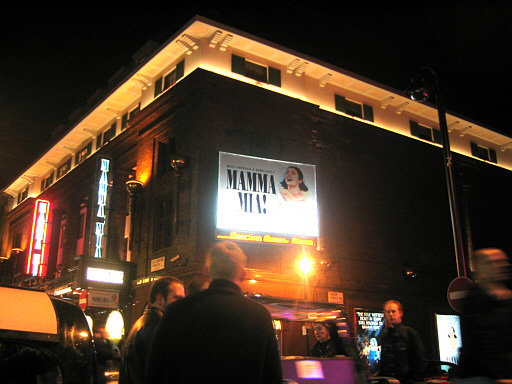
ملصق المسرحية، على مسرح الأمير إدوارد بلندن

ماما ميا! (بالإنجليزية: 'Mamma Mia') مسرحية موسيقية، قامت بصياغة اللبيرتو له كاتبة المسرحيات البريطانية كاثرين جونسون. مستندة على أغنية أبا التي تحمل الاسم ذاته. وقد شارك كل من عضوي الفرقة بيرن أولفيوس وبيني أندرسون في تطوير العرض.
تضمن العرض العديد من أغاني الفرقة مثل "الملكة الراقصة"، «شكرا للموسيقى»، «الفائز يأخذها كلها»، و«إس أو إس». وقد شاهد العرض ملايين حول العالم.
قام ببطولة النسخة السينمائية من المسرحية ميريل ستريب بدور دونا وبروس بروسنان بدور سام. وقد صوّر الفيلم في نهاية 2007 وعرض في عام 2008.
تدور أحداث المسرحية حول صوفي ووالدتها دونا (تقوم بدورها سيوبهان ماكارثي). صوفي تريد الزواج من خطيبها سكاي، لكنها أيضاً تريد أن يقوم والدها بزفها، لكن المشكلة تكمن في أنها ليست متأكدة أيٌ من ثلاثة رجال محتملين، هو والدها، وهي تسعى لمعرفة ذلك دون علم والدتها، لكن دونا تعرف عن الموضوع مما يجعلها تفقد أعصابها.

## العرض
تم العرض الأول للمسرحية في مسرح الأمير إدوارد في لندن بأبريل من عام 1999، وانتقل بعدها لمسرح أمير ويلز في عام 2004. الطاقم الأساسي للعمل الأصلي هم: سايبوهان ماكارثي (دونا)، لويس بلورايت (تونيا)، جني غالاوي (روزي) بول كلاركسون (هاري).
أما العرض الأول له في أمريكا الشمالية فقد كان بتورنتو، أنتاريو على مسرح الإسكندرية الملكي في مايو 2000. أما عرض برودواي فقد افتتح في أكتوبر 2001 بمسرح وينتر قاردن.
في عام 2005، تخطت ماما ميا! بـ 1,500 عرض العديد من المسرحيات مثل صوت الموسيقى الملك وأنا دامون اليانكيز في بقائها أطول مدة بالعرض.
في مايو 2005 كانت المسرحية قد قدمت 1,000 مرة في لوس أنجلس، وبذلك تكون أطول مسرحية من برادوي تبقى كل هذه المدة في العرض.
في أكتوبر 2006 كانت المسرحية قد قدمت بتسعة لغات: أنجليزية، ألمانية، يابانية، هولندية، كورية، إسبانية، فلمندية، وروسية.
تم عرض المسرحية في الوطن العربي في كل من الدوحة، ودبي، وعمّان

## وصلات خارجية
موقع ماما ميا!
ماما ميا! في عمّان، الأردن